# Sara Mora Romeo
Sara Mora Romeo (Escatrón, 1953), és una actriu espanyola.

## Biografia
Sent molt jove es va traslladar a viure a la ciutat de Saragossa, on s'inicia com a afeccionada en el món de l'espectacle. En 1973 s'instal·la en Madrid, debutant sobre les taules amb l'obra La muerte de Danton, dirigida per Alberto González Vergel. En anys successius combina cinema, teatre i televisió.
En la pantalla petita intervé en programes com Sumarísimo (1978) y Gol... y al mundial 82 (1981-1982).
La seva presència al cinema, coincideix en el temps amb l'auge del destape, gènere en el qual treballa en títols com Las alegres vampiras de Vögel  (1974), Compañero te doy (1978), La insólita y gloriosa hazaña del cipote de Archidona (1979), Los energéticos (1979), Barba Azul y sus mujeres (1980), La masajista vocacional (1981) i Al sur del edén.
Ja en la dècada de 1990, intervé a les sèries de televisió La forja de un rebelde, de Mario Camus, Curro Jiménez II (1995) i Querido maestro així com a pel·lícules com Tramontana (1991), Huidos (1993), Tirano Banderas (1993) i Cachito (1996).
Al teatre, també va intervenir al muntatge d' Entre mujeres (1988), de Santiago Moncada.